# Ribosom
Ribosomet er et cellulært kompleks, som består dels af ribosomalt RNA (rRNA) dels af ribosomale proteiner (r-proteiner). Ribosomet er ansvarlig for "oversættelse" af den genetiske kode i mRNA til de polypeptidkæder, alle proteiner er opbygget af. mRNA er igen en kopi af ét specifikt gen i cellens DNA (arvemasse).
Man kan betragte ribosomet som en fabrik, der bygger et protein ved hjælp af et sæt af instruktioner, der ligger i arveanlæggene. Ribosomer kan findes frit svævende i cellens cytoplasma (cellevæske) eller protoplasma i bakterier. I eukaryoter kan de ligeledes være bundet til det endoplasmatiske retikulum. Ribosomer indeholder enzymer, og det har på det seneste vist sig, at den enzymatiske funktion er styret af RNA-delen, ikke protein-delen. Dette adskiller ribosomet fra den største gruppe af enzymer i naturen, der udgøres af proteiner, og betyder at ribosomet er et RNA-enzym (også kaldet ribozym).

## Oversigt
Ribosomer består i alle organismer af to underenheder, kaldet subunits (Figur 1), der passer sammen (Figur 2). De to underenheder samarbejder om at oversætte informationer fra mRNA til en peptidkæde under den naturlige proteinsyntese (Figur 3). Hver underenhed består af en eller tre meget store RNA-molekyler (ribosomalt RNA eller rRNA) og talrige mindre proteinmolekyler.

## Proteinsyntesen
Under proteinsyntesen fæstner den lille underenhed sig på mRNA på det sted, hvor proteinets kode starter. Dette er i prokaryoter guidet af en basesekvens på mRNA (kaldet Shine-Dalgarno sekvensen), der er komplementær til en del af den lille underenheds rRNA (anti-Shine Dalgarno sekvensen). I eukaryoter binder den lille underenhed sammen med en række proteiner (initieringsfaktorer) til starten af mRNA, hvorefter den scanner hen langs mRNA til, der findes et startsignal. Startsignalet (også kaldet startkodon) er i alle organismer sekvensen AUG.
Efter den lille underenhed har bundet sig til mRNA og fundet startkodon, binder den store underenhed ovenpå og proteinsyntesen kan begynde. Det aktive site i ribosomet består af tre områder (sites), kaldet "A", "P" og "E" (Figur 3):
- A-site er stedet for Aminoacyl tRNA-binding: Her binder den rette tRNA (transfer-RNA, adaptor-RNA) sig til den næste kodon (kodende element) på mRNA. tRNA-molekylet bringes til ribosomet af en proteinfaktor kaldet elongeringsfaktor Tu (EF-Tu) i prokaryoter eller EF-1a i eukaryoter og er allerede ladet med den pågældende aminosyre. Ved afgivelse af tRNA til ribosomet sker der en hydrolyse af guanosintrifosfat bundet til elongeringsfaktoren. Dette medfører en stor konformationel ændring i proteinet, der derved skubbes ud af ribosomets A-site.
- P-site er stedet for Peptidyl-tRNA-binding: Efter tRNA er kenkendt i A-sitet bliver aminosyren bundet til tRNA inkorporeret i den voksende kæde ved at hele kæden bundet til tRNA i P-site overflyttes til aminosyren på tRNA i A-site. Denne proces kaldes peptidyloverførsel og katalyseres af det ribosomale rRNA. Deltaljerne i katalysen er endnu ikke helt beskrevne. Efter peptidyloverførsel flyttes tRNA i A-site, der nu binder hele aminosyrekæden over i P-site, mens den tomme tRNA i P-site flyttes til E-site. Denne proces kaldes translokation og katalyseres af et protein kaldet elongeringsfaktor G (EF-G) i prokaryoter og EF-2 i eukaryoter. Processen er energikrævende og involverer forbrug af guanosintrifosfat bundet til elongeringsfaktoren.
- E-site kaldes også Exit-site: Her ender det tomme tRNA fra P-site efter translokationen og forlader senere ribosomet.

Det samlede resultat af processen er, at der skabes et nyt proteinmolekyle. Peptidkæden skubbes ud igennem en tunnel i den store underenhed (kaldet exit tunnnelen), og folder spontant op til sin aktive, globulære form. Dette kan f.eks. være et enzym med en specifik aktivitet, der er vigtig for cellen.

## Historie
Ribosomernes struktur og virkemåde, men også de ledsagende molekyler, det såkaldte "oversættelsesapparat", har været genstand for intens forskning fra midten af det 20. århundrede og videre ind i det 21..
Forskning indenfor feltet kulminerede i 2000 med beskrivelsen af den komplette, tredimensionelle struktur af det prokaryote 70S ribosom.

## Frie ribosomer
Frie ribosomer findes i alle celler og også i mitokondrier og kloroplaster hos eukaryote organismer. Frie ribosomer producerer for det meste proteiner, som bruges i cellevæsken eller i det organel, hvor de findes.

## Membranribosomer
Når bestemte proteiner er dannet af ribosomet, kan det fæstnes til cellekernens membran og det endoplasmatiske retikulum (ER), mens syntesen forløber. Derved indføres de nydannede polypeptidkæder direkte i det ER, hvorfra de bliver transporteret til bestemmelsesstedet. Bundne ribosomer producerer for det meste de proteiner, der bruges i cellemembranen, eller som bliver udstødt af cellen via den process, der kaldes exocytose.